# 橋本紀子
橋本 紀子（はしもと のりこ、1945年 - ）は、日本の教育学者、女子栄養大学名誉教授。

## 略歴
秋田県生まれ。1968年東北大学教育学部卒。1978年東京大学大学院教育学研究科博士課程単位取得退学。1993年「男女共学制の史的研究」で一橋大学社会学博士。
1980年女子栄養大学講師、助教授、1995年教授、2016年3月定年退職。2000年から2003年まで東京大学大学院教育学研究科客員教授。1978年から1979年にフィンランドに居住経験がある。

## 著書
- 『女性の自立と子どもの発達 北欧・フィンランドに学ぶその両立への道』（群羊社） 1982
- 『男女共学制の史的研究』（大月書店） 1992
- 『生きるってすてき』（高橋由為子絵、大月書店、ジェンダー・フリーの絵本） 2001
- 『フィンランドのジェンダー・セクシュアリティと教育』（明石書店） 2006

## 共編著
- 『性教育を創る 人間と人間関係を学ぶテキスト』（田中秀家共編、大月書店） 1988
- 『性の授業 主要展開例 小学校篇 / 中学校篇』（村瀬幸浩共編、大月書店） 1993
- 『両性の平等と学校教育 ジェンダーという視点からの授業づくり』（和田章子, 村瀬幸浩, 中嶋みさき共編、東研出版） 1999
- 『ジェンダーと教育の歴史』（逸見勝亮共編、川島書店） 2003
- 『こんなに違う! 世界の性教育』（監修、メディアファクトリー新書） 2011
- 『青年の社会的自立と教育 高度成長期日本における地域・学校・家族』（木村元, 小林千枝子, 中野新之祐共編、大月書店） 2011
- 『ハタチまでに知っておきたい性のこと』（関口久志, 田代美江子共編、大月書店） 2014

## 翻訳
- 『人間と人間たち』（ヴォッコ・ニスカネン、高橋静男翻訳監修、群羊社） 1984
- 『仕事と家族と幸福感 北欧・東欧5大都市の比較調査』（エリナ・ハーヴィオーマンニラ、森口藤子, 橋本美由紀共訳、大月書店） 2001
- 『フィンランドにおける性的ライフスタイルの変容 3世代200の自分史による調査研究』（エリナ・ハーヴィオ-マンニラ, オスモ・コントゥラ, アンナ・ロトキルヒ、監訳、大月書店） 2006
- 『みんな大切! 多様な性と教育』（ローリ・ベケット編、監訳、艮香織, 小宮明彦, 杉田真衣, 渡辺大輔共訳、新科学出版社） 2011

## 参考
- J-GLOBAL: